# Амитивилль 3-D
«Амитивилль 3-D» (англ. Amityville 3-D, также известен, как Амитивилль 3: Демон) — сверхъестественный фильм ужасов 1983 года, снятый Ричардом Флейшером, с Тони Робертсом, Тесс Харпер, Робертом Джоем, Кэнди Кларк, Лори Лафлин и Мэг Райан в главных ролях. Это третий фильм, основанный на серии фильмов «Ужас Амитивилля». Он был написан Дэвидом Эмброузом под псевдонимом Уильям Уэльс. Это был один из серии 3D-фильмов, выпущенных в начале 1980-х, и единственный фильм Orion Pictures, снятый в этом формате.
Из-за судебного процесса между семьей Лутц и Дино Де Лаурентисом по поводу сюжетной линии, в которой не участвовала семья Лутц, Амитивиль 3-D изначально не продвигался как продолжение, и имя Лутц никогда не использовалось в фильме. Однако в фильме есть отсылка к оригинальной истории ужасов Амитивилля. Персонаж Джона Бакстера (Робертс) во многом основан на Стивене Каплане, который в то время пытался доказать, что история Лутцев была мистификацией. После выпуска он был подвергнут панорамированию.
Фильм обернулся кассовым провалом, за первые выходные фильм собрал около $2 366 472 а итоговые кассовые сборы составили $6 333 135. Фильм стал последним который выходил в кинотеатрах вплоть до ремейка. Амитивилль 3-D был негативно воспринят критиками и во многих случаях был выбран как один из худших фильмов 1983 года. В настоящее время он имеет рейтинг 14 % на Rotten Tomatoes на основе 21 отзыва критиков. Критический консенсус веб-сайта гласит; «Бесполезный ретрит Амитивилля с невыносимыми персонажами».

## Сюжет
Риелтор Клиффорд Сандерс уговаривает недавно разведённого Джона Бакстера, работающего в журнале Reveal, купить дом 112 на Оушен-Авеню, несмотря на попытки коллеги Джона — Мэлани — отговорить его. Готовя дом к переезду Джона, Клиффорд приходит туда один. Услышав шаги, он поднимается наверх, где его запирает в одной из комнат невидимая сила, а стая мух бросается на мужчину, пожирая плоть — на утро в доме находят тело риелтора, скончавшегося от сердечного приступа. Джон уверен, что это обычный несчастный случай, и вскоре переезжает в дом.
Мэлани решает осмотреться в доме и спускается в подвал, где чувствует странный холод — неожиданно её обдаёт зимняя метель прямо в доме, которая захлопывает дверь в подвал. Той же ночью Джон находит женщину в истерическом состоянии. Она вновь пытается уговорить Джона уехать из этого дома. Тем же вечером, рассматривая фото криминалистов, на которых изображено тело Клиффорда, Мэлани замечает некое подобие дьявольского лица на одной из фотографий. Она спешит рассказать об этом Джону, но по дороге попадает в аварию — её машина взрывается, и женщина погибает.
Между тем, пока Джон находится в отъезде, его дочь Сьюзан и её подруга Лиза, которая очень интересуется историей дома, приглашает нескольких ребят на спиритический сеанс на чердаке дома. Веселье заканчивается, когда доска духов сообщает, что Сьюзан находится в опасности, а стаканы сами начинаю разбиваться о стены дома. Друзья Сьюзан решили, что она подшутила над ними, и отправились покататься на моторной лодке Джона, а мать Сьюзан, Нэнси, приехала навестить дочь — она находит девушку в доме, но та странно себя ведёт, а затем запирается в одной из комнат.
Тем временем, возвращается Джон — он слышит крики на пристани: там он видит друзей Сьюзан и безжизненное тело дочери. Друзья говорят, что она упала за борт. На крики прибегает Нэнси — она в шоке, и не хочет верить в смерть дочери, так как она только что видела её в доме.
После ночных кошмаров Джон обращается за помощью к своему другу, доктору Эллиоту Уэсту. Тот предлагает обратиться к команде паранормальных исследователей, чтобы узнать, сошла ли с ума Нэнси, или женщина в действительности что-то видела той ночью наверху в доме. Прибыв в дом, Джон и Эллиот наблюдают за Нэнси — внезапно появляется призрак Сьюзан, а затем ведёт их в подвал, где Джон, Эллиот и все остальные находят старый колодец, из которого вытекает жидкость. Они понимают, что там что-то есть, и есть шанс вернуть Сьюзан. Неожиданно появившийся демон сжигает Эллиота и затаскивает его труп в колодец. Призрак Сьюзан исчезает, а Джон и Нэнси с криками поднимаются, говоря команде Эллиота, что из дома нужно уходить.

## В ролях
- Тони Робертс — Джон Бакстер
- Тесс Харпер — Нэнси Бакстер
- Роберт Джой — Эллиот Уэст
- Кэнди Кларк — Мэлани
- Джон Бил — Гарольд Касвэлл
- Леора Дана — Эмма Касвэлл
- Джон Харкинс — Клиффорд Сандерс
- Лори Локлин — Сьюзан Бакстер
- Мег Райан — Лиза
- Нилл Барри — Джефф
- Питер Кованко — Роджер
- Фредерикк Борге — Ассистент Эллиота
- Карлос Романо — Дэвид Колер
- Хосефина Эчанове — Долорес
- Ракель Панковски — Sensory woman
- Хорхе Зэпеда — Водитель